# Boornzwaag

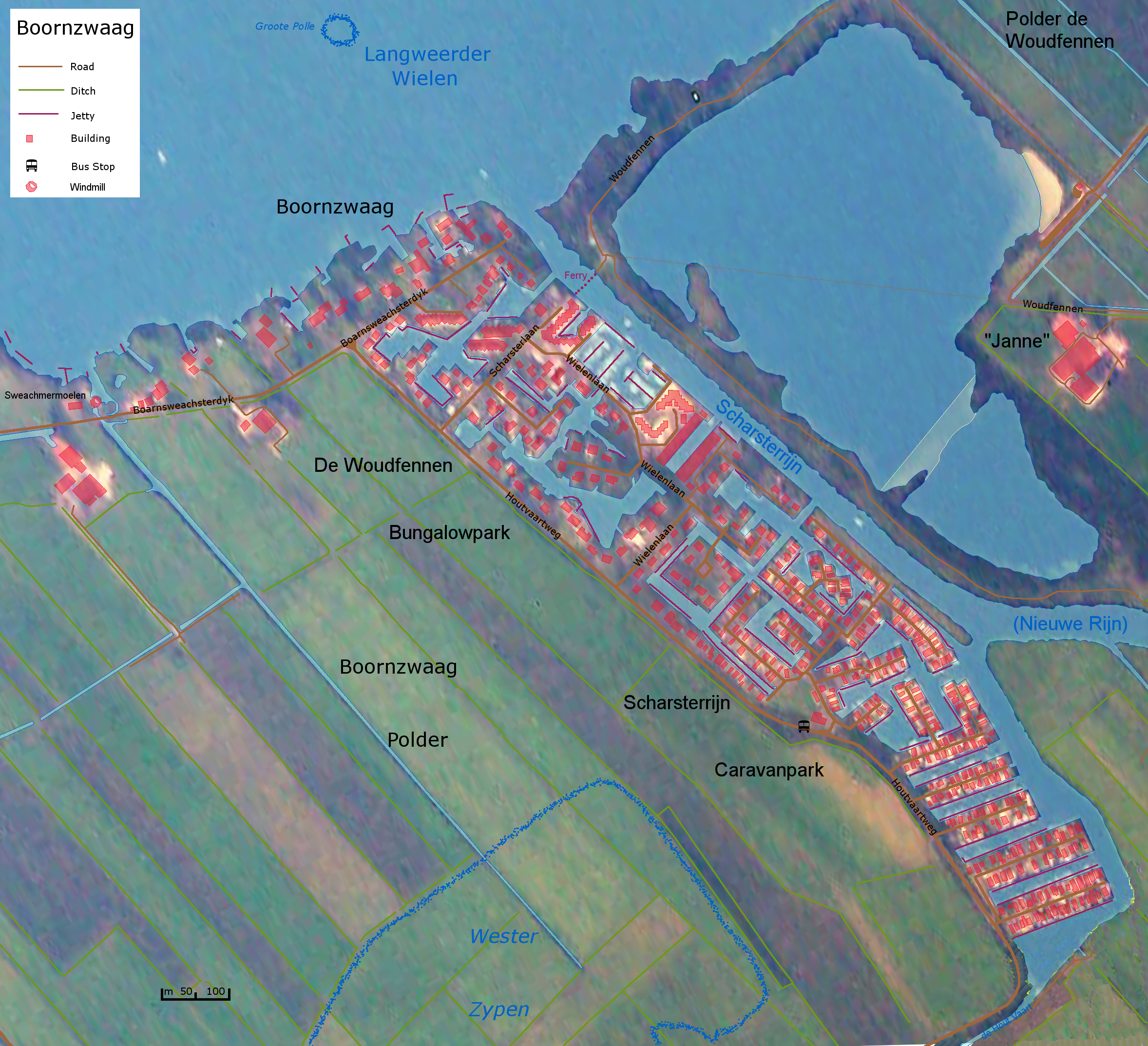
Boornzwaag

Boornzwaag (Fries: Boarnsweach, [bṷaⁿ`svɪ.əx]) is een dorp of buurtschap in de gemeente De Friese Meren, in de Nederlandse provincie Friesland. Boornzwaag ligt tussen Langweer en Joure.
In 2023 telde het dorp 100 inwoners. De buurtschap Boornzwaag over de Wielen ligt in hetzelfde postcodegebied. Gezien de grootte kan Boornzwaag zelf ook een buurtschap of gehucht worden genoemd.
Boornzwaag ligt aan de zuidoever van de Langweerderwielen en aan de linkeroever van de Scharsterrijn. Er is een jachthaven. In de zomer kunnen fietsers en voetgangers de Scharsterrijn oversteken met een veerpont. Bij Boornzwaag staat de uit 1782 stammende Sweachmermolen.

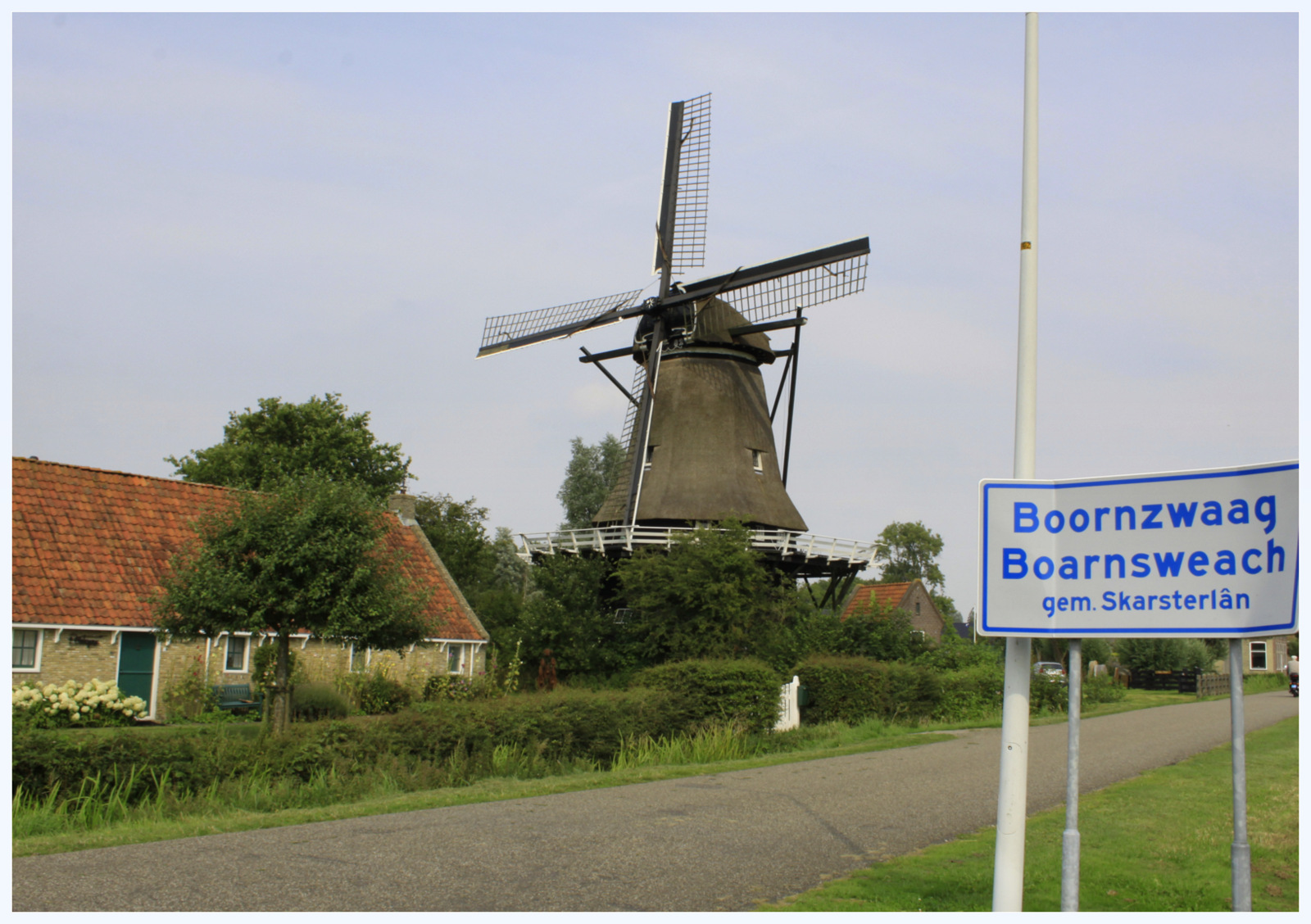
Sweachmermolen
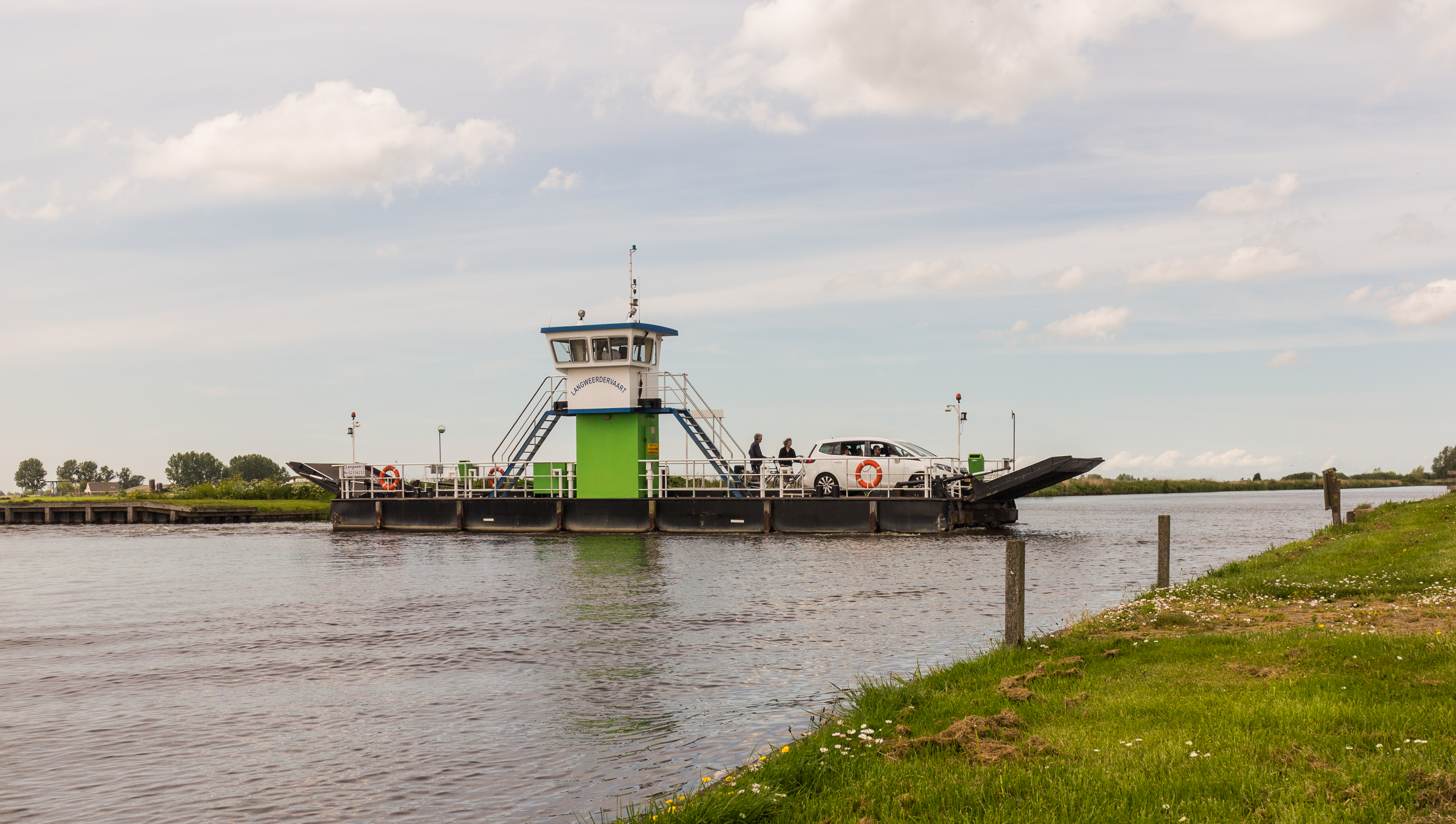
Veerpont

## Geschiedenis
Vanaf 1275 werd er melding gemaakt van Benningawach, Bonningswaech, Bonszwaeghe, Boenswaeg en Boornsweagh en kortweg Zwaag genoemd.
Door de ligging aan de Langweerderwielen is in de loop der eeuwen een deel van het dorp in de golven verdwenen. De kerk werd in 1693 afgebroken en vervangen door een klokkenstoel. Deze werd afgebroken in 1893 wegens het wassende water.
De plaatsnaam verwijst waarschijnlijk naar een gezamenlijke (gras)land waar vee werd gehouden, van de familie Benninga of Bonninga. Er werd in het verleden gedacht aan dat boorn zou verwijzen naar een waternaam, wijzend naar het feit dat het merendeel van het dorp verloren ging aan het water.
Er was zo weinig over van het dorp dat de plaats in 19e eeuw als buurt met dorpsrechten werd vermeld. Vanaf eind 20ste eeuw groeide het dorp weer dankzij het toerisme. Deze groei werd ingezet door Johan Henri Zorab die uit het onafhankelijk geworden Indonesië kwam en zich inzette voor de ontwikkeling van de waterrecreatie. Het dorp bestaat daarom voor een groot deel uit recreatiewoningen.
Tot de gemeentelijke herindeling op 1 januari 1984 lag Boornzwaag in de gemeente Doniawerstal. Tot 1 januari 2014 lag Boornzwaag in de gemeente Skarsterlân.
Hoofdplaats: Joure     Stad: Sloten

Dorpen en gehuchten: Akmarijp · Bakhuizen · Balk · Bantega · Boornzwaag · Broek · Delfstrahuizen · Dijken · Doniaga · Echten · Echtenerbrug · Eesterga · Elahuizen · Follega · Goingarijp · Harich · Haskerhorne · Idskenhuizen · Kolderwolde · Langweer · Legemeer · Lemmer · Mirns · Nijehaske · Nijemirdum · Oldeouwer · Oosterzee · Oudega · Oudehaske · Oudemirdum · Ouwster-Nijega · Ouwsterhaule · Rijs · Rohel · Rotstergaast · Rotsterhaule · Rottum · Ruigahuizen · Scharsterbrug · Sint Nicolaasga · Sintjohannesga · Snikzwaag · Sondel · Terhorne · Terkaple · Teroele · Tjerkgaast · Vegelinsoord · Wijckel

Buurtschappen: Ballingbuur · Bargebek · Boornzwaag over de Wielen · Brekkenpolder · Commissiepolle · De Rijlst · Delburen · Finkeburen · Heide · Hooibergen · Nieuw Amerika · Onland · Schoterzijl (deels) · Schouw · Spannenburg · Tacozijl · Trophorne · Tweehuis · Vierhuis · Vrisburen · Westerend-Harich · Zevenbuurt

Friesland: Steden en dorpen      Nederland: Provincies · Gemeenten